# Patrícia Mamona
Patrícia Mamona (n. 21 noiembrie 1988, Lisabona, Portugalia) este o atletă portugheză, medaliată olimpică. A participat la 3 ediții ale Jocurilor Olimpice (2012, 2016, 2020) în care a câștigat o medalie de argint în proba de triplusalt.

## Palmares
| An   | Competiție                                 | Locație                    | Loc | Eveniment     | Note    |
| ---- | ------------------------------------------ | -------------------------- | --- | ------------- | ------- |
| 2005 | Festivalul Olimpic al Tineretului European | Lignano Sabbiadoro, Italia | 5   | triplusalt    | 12,63   |
| 2005 | Campionatul Mondial de Juniori (sub 18)    | Marrakech, Maroc           | 7   | triplusalt    | 12,87   |
| 2005 | Campionatul Mondial de Juniori (sub 18)    | Marrakech, Maroc           | 7   | 100 m garduri | 13,88   |
| 2006 | Campionatul Mondial de Juniori             | Beijing, China             | 4   | triplusalt    | 13,37 m |
| 2007 | Campionatul European de Juniori            | Hengelo, Țările de Jos     | 15  | triplusalt    | 12,76 m |
| 2009 | Campionatul European pe Echipe             | Leiria, Portugalia         | 8   | triplusalt    | 13,50 m |
| 2009 | Campionatul European de Tineret            | Kaunas, Lituania           | 5   | triplusalt    | 13,71 m |
| 2010 | Campionatul European                       | Barcelona, Spania          | 8   | triplusalt    | 14,07 m |
| 2011 | Campionatul European pe Echipe             | Stockholm, Suedia          | 6   | triplusalt    | 14,30 m |
| 2011 | Universiada                                | Shenzhen, China            | 2   | triplusalt    | 14,23 m |
| 2011 | Campionatul Mondial                        | Daegu, Coreea de Sud       | 27  | triplusalt    | 13,59 m |
| 2012 | Campionatul European                       | Helsinki, Finlanda         | 2   | triplusalt    | 14,52 m |
| 2012 | Jocurile Olimpice                          | Londra, Marea Britanie     | 13  | triplusalt    | 14,11 m |
| 2013 | Campionatul European în sală               | Göteborg, Suedia           | 8   | triplusalt    | 13,72 m |
| 2014 | Campionatul Mondial în sală                | Sopot, Polonia             | 4   | triplusalt    | 14,26 m |
| 2014 | Campionatul European                       | Zürich, Elveția            | 13  | triplusalt    | 13,62 m |
| 2015 | Campionatul European în sală               | Praga, Cehia               | 5   | triplusalt    | 14,32 m |
| 2015 | Campionatul Mondial                        | Beijing, China             | 16  | triplusalt    | 13,74 m |
| 2016 | Campionatul European                       | Amsterdam, Țările de Jos   | 1   | triplusalt    | 14,58 m |
| 2016 | Jocurile Olimpice                          | Rio de Janeiro, Brazilia   | 6   | triplusalt    | 14,65 m |
| 2017 | Campionatul European în sală               | Belgrad, Serbia            | 2   | triplusalt    | 14,32 m |
| 2017 | Campionatul Mondial                        | Londra, Marea Britanie     | 9   | triplusalt    | 14,12 m |
| 2018 | Campionatul European                       | Berlin, Germania           | 16  | triplusalt    | 13,92 m |
| 2019 | Campionatul European în sală               | Glasgow, Marea Britanie    | 4   | triplusalt    | 14,43 m |
| 2019 | Campionatul Mondial                        | Doha, Qatar                | 8   | triplusalt    | 14,40 m |
| 2021 | Campionatul European în sală               | Toruń, Polonia             | 1   | triplusalt    | 14,53 m |
| 2021 | Campionatul European pe Echipe             | Chorzów, Polonia           | 6   | triplusalt    | 13,89 m |
| 2021 | Jocurile Olimpice                          | Tokio, Japonia             | 2   | triplusalt    | 15,01 m |
| 2022 | Campionatul Mondial în sală                | Belgrad, Serbia            | 6   | triplusalt    | 14,42 m |
| 2022 | Campionatul Mondial                        | Eugene, Statele Unite      | 8   | triplusalt    | 14,29 m |
| 2022 | Campionatul European                       | München, Germania          | 5   | triplusalt    | 14,41 m |
| 2023 | Campionatul European în sală               | Istanbul, Turcia           | 3   | triplusalt    | 14,16 m |